# Le Docteur et son toubib
Pour plus de détails, voir Fiche technique et Distribution.
Le Docteur et son toubib (titre original : Welcome Stranger) est un film américain en noir et blanc réalisé par Elliott Nugent, sorti en 1947.

## Synopsis
Le docteur McRory engage un remplaçant car il va prendre des vacances, les premières depuis 35 ans. Hélas, lui et le jeune docteur Jim Pearson, qui aime pousser la chansonnette, ne s'entendent pas. Cependant, ce dernier est ravi de pouvoir rester depuis qu'il fait la connaissance de Trudy Mason, la jolie enseignante.

## Fiche technique
- Titre : Le Docteur et son toubib
- Titre original : Welcome Stranger
- Réalisation : Elliott Nugent
- Scénario : N. Richard Nash, Arthur Sheekman, d'après le roman de Franck Butler
- Production : Sol C. Siegel
- Société de production et de distribution : Paramount Pictures
- Photographie : Harry Fischbeck
- Montage : Everett Douglas
- Musique : Robert Emmett Dolan
- Pays d'origine : États-Unis
- Format : noir et blanc - 1.37:1 - Son Mono (Western Electric Recording)
- Genre : Comédie et film musical
- Durée : 107 min
- Dates de sortie : 
  - États-Unis : 13 juin 1947
  - France : 19 mai 1948

## Distribution
- Bing Crosby : Dr James 'Jim' Pearson
- Joan Caulfield : Trudy Mason
- Barry Fitzgerald : Dr Joseph McRory
- Wanda Hendrix : Emily Walters
- Frank Faylen : Bill Walters
- Elizabeth Patterson : Mme Gilley
- Robert Shayne : Roy Chesley
- Percy Kilbride : Nat Dorkas
- Clarence Muse : Clarence
- Elliott Nugent : Dr White
- Gertrude Hoffmann : Mlle Wendy